# Misgolas biroi
Misgolas biroi är en spindelart som först beskrevs av Kulczynski 1908.  Misgolas biroi ingår i släktet Misgolas och familjen Idiopidae.
Artens utbredningsområde är Sydaustralien. Inga underarter finns listade i Catalogue of Life.